# 長野県道68号梓山海ノ口線
長野県道68号梓山海ノ口線（ながのけんどう68ごう あずさやまうみのくちせん）は、長野県南佐久郡川上村から南牧村に至る県道（主要地方道）である。

## 概要
日本一の大河、信濃川（千曲川）の最上流部の長野県南佐久郡川上村梓山と南牧村海ノ口の国道141号交点を結ぶ。

### 路線データ
- 起点：長野県南佐久郡川上村梓山
- 終点：長野県南佐久郡南牧村海ノ口（国道141号交点）

## 歴史
- 1959年（昭和34年）8月1日：梓山海ノ口線を認定。
- 1982年（昭和57年）4月1日：建設省から梓山海ノ口線を主要地方道へ指定[1]。
- 1993年（平成5年）5月11日 - 建設省から、県道梓山海ノ口線が梓山海ノ口線として主要地方道に再指定される[2]。
- 2022年（令和4年）11月30日 - 令和元年東日本台風により被災を受け、県が災害復旧工事を進めていた南佐久郡川上村御所平の男橋 (88.6 m) の架け替え工事が完了し、開通する[3]。

## 地理

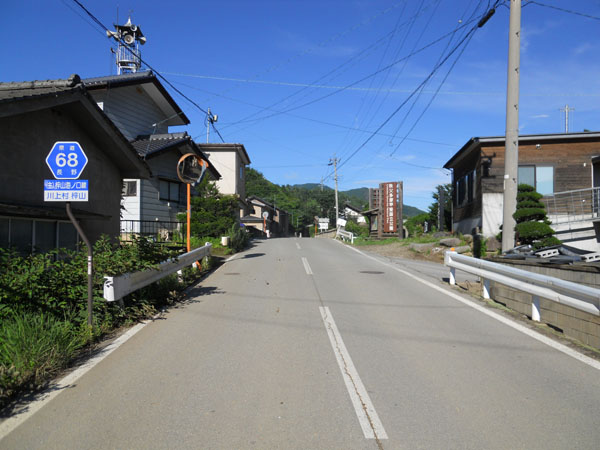
川上村梓山

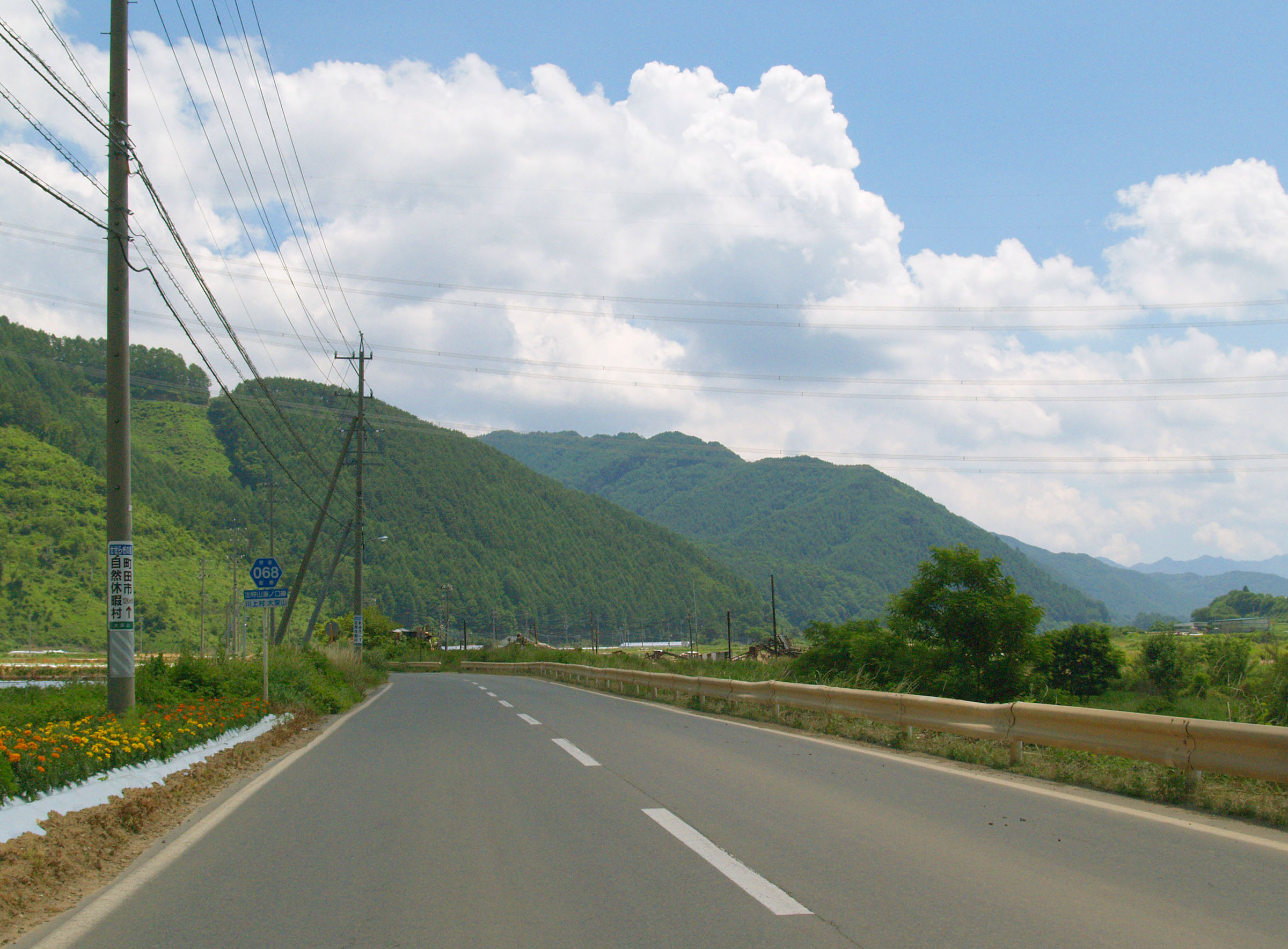
川上村内

### 通過する自治体
- 南佐久郡
  - 川上村
  - 南牧村

### 交差する道路
- 長野県道2号川上佐久線（南佐久郡川上村大深山）
- 長野県道106号原浅尾韮崎線（南佐久郡川上村原）
- 国道141号（南佐久郡南牧村海ノ口、終点）